# Bindingsenergie
Bindingsenergie is de energie die vrijkomt wanneer een molecuul in de gasfase wordt gevormd uit zijn atomen die oorspronkelijk op oneindig grote afstand van elkaar lagen. Omdat bij het vormen van bindingen energie vrijkomt, is in onderstaande tabellen de bindingsenergie positief.
In de kernfysica wordt de term gebruikt voor de aantrekkende kracht tussen subatomaire en elementaire deeltjes, en in de scheikunde voor de chemische binding tussen atomen.
Wanneer een binding tussen twee atomen wordt gevormd komt er energie vrij en om een binding tussen twee atomen te breken is er energie nodig. De energie die vrijkomt als een binding gevormd wordt of die nodig is om ze te breken wordt de bindingsenergie genoemd. Sommige bindingen zijn sterker dan andere bindingen; bij de sterkere binding is er meer bindingsenergie.

## Bindingssterkte van verschillende chemische bindingen

### Ionisch
De formule voor de elektrostatische aantrekkingskracht tussen twee ladingen is van de vorm
{\displaystyle F=k{\frac {Q_{1}\cdot Q_{2}}{r^{2}}}},
met
{\displaystyle F} de kracht in newton,
{\displaystyle k} een constante,
{\displaystyle Q_{1}} de eerste lading in coulomb,
{\displaystyle Q_{2}} de tweede lading idem en
{\displaystyle r} hun tussenafstand in meter
De factoren die de sterkte van een ionaire binding beïnvloeden, zijn:
- de grootte van de ionen: hoe groter de ionen, hoe kleiner de aantrekkingskracht, en hoe zwakker de binding.

Voorbeeld: bindingsenergie voor de fluoriden van de alkalimetalen:
| Naam             | Formule | Ionenstraal van X+ (pm) | Bindingsenergie (kJ per mol) |
| ---------------- | ------- | ----------------------- | ---------------------------- |
| Lithiumfluoride  | LiF     | 74                      | 1039                         |
| Natriumfluoride  | NaF     | 102                     | 920                          |
| Kaliumfluoride   | KF      | 138                     | 816                          |
| Rubidiumfluoride | RbF     | 149                     | 780                          |
| Cesiumfluoride   | CsF     | 170                     | 749                          |

- de grootte van de ladingen: hoe groter de ladingen, hoe sterker de binding

Voorbeeld:
| Naam              | Formule | Kation | Anion | Bindingsenergie (kJ per mol) |
| ----------------- | ------- | ------ | ----- | ---------------------------- |
| Natriumchloride   | NaCl    | Na+    | Cl−   | 920                          |
| Magnesiumchloride | MgCl2   | Mg2+   | Cl−   | 2502                         |
| Natriumsulfide    | Na2S    | Na+    | S2−   | 2207                         |
| Magnesiumsulfide  | MgS     | Mg2+   | S2−   | 3360                         |

### Metallisch
- de smelttemperatuur: hoe hoger hoe sterker de binding;

Voorbeeld:
| Naam    | Formule | Roosterafstand (pm) | Smeltpunt (°C) |
| ------- | ------- | ------------------- | -------------- |
| Natrium | Na      | 430                 | 98             |
| Kalium  | K       | 530                 | 63             |
| Calcium | Ca      | 550                 | 851            |

### Covalent
- de atoomafstand: hoe kleiner hoe sterker de binding;

Voorbeeld:
| Naam     | Formule | Binding | Bindingslengte (pm) | Bindingsenergie (kJ per mol) |
| -------- | ------- | ------- | ------------------- | ---------------------------- |
| Chloor   | Cl2     | Cl-Cl   | 199                 | 242                          |
| Broom    | Br2     | Br-Br   | 228                 | 193                          |
| Ethaan   | C2H6    | C-C     | 154                 | 348                          |
| Etheen   | C2H4    | C=C     | 134                 | 614                          |
| Ethyn    | C2H2    | C≡C     | 120                 | 839                          |
| Stikstof | N2      | N≡N     | 110                 | 945                          |

## Bindingsenergie van atoomkernen

Bindingsenergie per nucleon van gangbare isotopen. Klik om te vergroten

In het periodiek systeem van elementen vertoont de reeks lichte elementen van waterstof tot natrium een stijging van de bindingsenergie per nucleon - zie bijgaande grafiek. Dit komt doordat de krachten in de atoomkern toenemen als er meer nucleonen zijn die elkaar aantrekken.
Bij grotere atoommassa's zien we een plateau in de kromme van magnesium tot aan ijzer. In dit gebied is de atoomkern zo groot geworden dat de kernkrachten niet meer de volle omvang van de kern bestrijken. Aantrekkende sterke kernkrachten zijn bijna in evenwicht met afstotende elektromagnetische krachten tussen de protonen.
Bij elementen zwaarder dan ijzer neemt de bindingsenergie per nucleon af: de afstoting tussen de vele protonen neemt toe en wint terrein op de aantrekkende sterke kernkracht.
De top in de kromme voor de bindingsenergie per nucleon ligt bij nikkel-62. Dit is dus de hechtste kern (per nucleon), gevolgd door ijzer-58 en ijzer-56. Dit is een verklaring waarom ijzer en nikkel overheersen in planeetkernen, omdat deze metalen overvloedig worden geproduceerd in supernova-explosies en de eindfase van silicium-fusie in sterevolutie.
Maar het gaat niet alleen om de bindingsenergie per nucleon die bepaalt welke kern precies gemaakt wordt. In sterren kunnen neutronen overgaan in protonen en zo nog meer energie vrijmaken, als het resultaat een stabiele kern is met een groter aandeel van protonen. Daarom heeft ijzer-56 de meeste bindingsenergie van alle combinaties van 56 nucleonen, vanwege zijn relatieve grote fractie protonen, ook al is er minder bindingsenergie per nucleon dan in nikkel-62, als deze berekend wordt door te vergelijken met samen 28 losse protonen en 34 losse neutronen.
Er wordt wel beweerd dat fotodesintegratie van 62Ni tot 56Fe energetisch mogelijk is in een bijzondere hete sterkern, ten gevolge van bètaverval van neutrons tot protonen.

### Voorbeelden
- A = aantal nucleonen (protonen en neutronen) in de atoomkern, dus A = P + N (zie onder)
- MeV = megaelektronvolt, miljoen elektronvolt
- u = atomaire massa-eenheid

| Nuclide | Aantal protonen | Aantal neutronen | Massa overschot | Totale massa | Totale massa / A | Totale bindingsenergie / A | Massadefect | Bindingsenergie | Bindingsenergie / A |
| ------- | --------------- | ---------------- | --------------- | ------------ | ---------------- | -------------------------- | ----------- | --------------- | ------------------- |
| 56Fe    | 26              | 30               | −60,6054 MeV    | 55,934937 u  | 0,998 838 2 u    | 9,1538 MeV                 | 0,528 479 u | 492,275 MeV     | 8,7906 MeV          |
| 58Fe    | 26              | 32               | −62,1534 MeV    | 57,933 276 u | 0,998 849 6 u    | 9,1432 MeV                 | 0,547 471 u | 509,966 MeV     | 8,7925 MeV          |
| 60Ni    | 28              | 32               | −64,4721 MeV    | 59,930 786 u | 0,998 846 4 u    | 9,1462 MeV                 | 0,565 612 u | 526,864 MeV     | 8,7811 MeV          |
| 62Ni    | 28              | 34               | −66,7461 MeV    | 61,928 345 u | 0,998 844 3 u    | 9,1481 MeV                 | 0,585 383 u | 545,281 MeV     | 8,7948 MeV          |

| Nuclide | Aantal protonen | Aantal neutronen | Massa overschot | Totale massa | Totale massa / A | Totale bindingsenergie / A | Massadefect       | Bindingsenergie | Bindingsenergie / A |
| ------- | --------------- | ---------------- | --------------- | ------------ | ---------------- | -------------------------- | ----------------- | --------------- | ------------------- |
| n       | 0               | 1                | 8,0716 MeV      | 1,008 665 u  | 1,008 665 u      | 0,0000 MeV                 | 0 u               | 0 MeV           | 0 MeV               |
| 1H      | 1               | 0                | 7,2890 MeV      | 1,007 825 u  | 1,007 825 u      | 0,7826 MeV                 | 0,000 000 014 6 u | 0,000 013 6 MeV | 13,6 eV             |
| 2H      | 1               | 1                | 13,135 72 MeV   | 2,014 102 u  | 1,007051 u       | 1,50346 MeV                | 0,002 388 u       | 2,224 52 MeV    | 1,112 26 MeV        |
| 3H      | 1               | 2                | 14,9498 MeV     | 3,016 049 u  | 1,005 350 u      | 3,088 15 MeV               | 0,009 105 8 u     | 8,4820 MeV      | 2,8273 MeV          |
| 3He     | 2               | 1                | 14,9312 MeV     | 3,016 029 u  | 1,005 343 u      | 3,094 33 MeV               | 0,008 285 7 u     | 7,7181 MeV      | 2,5727 MeV          |